# Orangetofsad solfågel
Orangetofsad solfågel (Cinnyris bouvieri) är en fågel i familjen solfåglar inom ordningen tättingar.

## Utseende och läte
Orangetofsad solfågel är en liten medlem av familjen. Hanen är praktfull med gnistrande grönt på huvud och rygg, mörkt purpurfärgad panna och ett lila och rött band över bröstet. Nära vingens framkant har den orangefärgade fjädertofsar som gett den sitt namn, men dessa hålls ofta dolda. Jämfört med andra solfågelhanar utmärks denna art på bröstbandet, stor fläck i pannan och kraftigt böjd och lång näbb. Honan är mycket mer färglös och svårare att skilja från andra solfåglar, men har enfärgat otecknat ansikte, lång näbb och rätt ostreckad gul buk. Sången inleds med några snabba toner som övergår i en ljudlig pulserande drill. Bland lätena hörs ett "chik" och ett ljust "tseep!".

## Utbredning och systematik
Fågeln förekommer från sydostligaste Nigeria till Kamerun, Gabon, norra Angola och västra Kenya. Den behandlas som monotypisk, det vill säga att den inte delas in i några underarter.

## Levnadssätt
Orangetofsad solfågel hittas i öppna och sparsamt beskogade miljöer. Fågeln ses vanligen enstaka, ibland i strre samlingar vid blommande träd och buskar. Den är generellt ovanlig och lokalt förekommande.

## Status
Arten har ett stort utbredningsområde och beståndet anses vara stabilt. Internationella naturvårdsunionen IUCN listar den därför som livskraftig (LC).

## Namn
Fågelns vetenskapliga artnamn hedrar franska zoologen Aimé Bouvier (1844-1919).